# Athlétisme aux Jeux asiatiques de 1990
Navigation
Édition précédente Édition suivante
Les compétitions d'athlétisme aux Jeux asiatiques de 1990 se sont déroulés à Pékin, en Chine.

## Résultats

### Hommes
| Event | Or                                                        | Or             | Argent                               | Argent         | Bronze                               | Bronze         |
| --- | --------------------------------------------------------- | -------------- | ------------------------------------ | -------------- | ------------------------------------ | -------------- |
| 100 m | Talal Mansour Qatar                                       | 10 s 30        | Zheng Chen Chine                     | 10 s 51        | Sriyath Subash Dissanayake Sri Lanka | 10 s 64        |
| 200 m | Susumu Takano Japon                                       | 20 s 94        | Sriyath Subash Dissanayake Sri Lanka | 21 s 17        | Zhao Cunlin Chine                    | 21 s 28        |
| 400 m | Mohammed Al-Malki Oman                                    | 45 s 81        | Ibrahim Ismail Muftah Qatar          | 46 s 09        | Koichi Konakatomi Japon              | 46 s 85        |
| 800 m | Kim Bok-joo Corée du Sud                                  | 1 min 49 s 48  | Ryu Tae-kyung Corée du Sud           | 1 min 50 s 00  | Nadir Khan Pakistan                  | 1 min 50 s 01  |
| 1 500 m | Mohamed Suleiman Qatar                                    | 3 min 43 s 56  | Kim Bok-Joo Corée du Sud             | 3 min 45 s 04  | Mitsuhiro Okuyama Japon              | 3 min 45 s 53  |
| 5 000 m | Mohamed Suleiman Qatar                                    | 13 min 50 s 22 | Koichi Morishita Japon               | 13 min 50 s 23 | Zhang Guowei (fond) Chine            | 13 min 52 s 12 |
| 10 000 m | Koichi Morishita Japon                                    | 28 min 47 s 96 | Kim Jae-ryong Corée du Sud           | 28 min 49 s 61 | Zhang Guowei (fond) Chine            | 29 min 01 s 13 |
| Marathon | Kim Won-tak Corée du Sud                                  | 2 h 12 min 56  | Satoru Shimizu Japon                 | 2 h 14 min 46  | Choi Chol-Ho Corée du Nord           | 2 h 18 min 18  |
| 3000 m steeple | Kazuhito Yamada Japon                                     | 8 min 34 s 64  | Deena Ram Inde                       | 8 min 35 s 19  | Niu Xinxiang Chine                   | 8 min 35 s 19  |
| 110 m haies | Yu Zhicheng Chine                                         | 13 s 82        | Toshihiko Iwasaki Japon              | 14 s 11        | Kimihiro Kaneko Japon                | 14 s 21        |
| 400 m haies | Ghulam Abbas Pakistan                                     | 50 s 15        | Hwang Hong-chul Corée du Sud         | 50 s 24        | Gao Yonghong Chine                   | 50 s 47        |
| Saut en hauteur | Zhou Zhongge Chine                                        | 2,26 m         | Liu Yunpeng Chine                    | 2,20 m         | Takahisa Yoshida Japon               | 2,15 m         |
| Saut à la perche | Liang Xueren Chine                                        | 5,62 m         | Ge Yun Chine                         | 5,40 m         | Kim Chul-kyun Corée du Sud           | 5,40 m         |
| Saut en longueur | Chen Zunrong Chine                                        | 8,04 m         | Huang Geng Chine                     | 7,86 m         | Lai Cheng-Chuan Taïpei chinois       | 7,73 m         |
| Triple saut | Chen Yanping Chine                                        | w 17,51 m      | Zou Sixin Chine                      | 17,31 m        | Ryu Jae-kyun Corée du Sud            | 16,32 m        |
| Lancer du poids | Cheng Shaobo Chine                                        | 18,89 m        | Ma Yongfeng Chine                    | 18,81 m        | Shirappa D. Eashan Inde              | 17,32 m        |
| Lancer du disque | Zhang Jinglong Chine                                      | 61,18 m        | Wang Daoming Chine                   | 55,90 m        | Mansur Ghorbani Iran                 | 52,70 m        |
| Lancer du marteau | Bi Zhong Chine                                            | 71,30 m        | Yu Guangming Chine                   | 69,84 m        | Akiyoshi Ikeda Japon                 | 66,52 m        |
| Lancer du javelot | Masami Yoshida Japon                                      | 77,26 m        | Kim Ki-hoon Corée du Sud             | 75,86 m        | Kazuhiro Mizoguchi Japon             | 75,84 m        |
| Décathlon | Munehiro Kaneko Japon                                     | 7799 pts       | Guu Jin-Shoei Taïpei chinois         | 7623 pts       | Gong Guohua Chine                    | 7453 pts       |
| 20 km marche | Mao Xinyuan Chine                                         | 1 h 23 min 16  | Hirofumi Sakai Japon                 | 1 h 23 min 17  | Li Mingcai Chine                     | 1 h 25 min 08  |
| 50 km marche | Zhou Zhaowen Chine                                        | 4 h 08 min 33  | Zhai Wanbo Chine                     | 4 h 10 min 17  | Tadahiro Kosaka Japon                | 4 h 16 min 59  |
| 4 × 100 m | Chine Wu Jianhui Cai Jianmin Zhao Cunlin Zheng Chen       | 38 s 99        | Taïpei chinois                       | 39 s 27        | Japon                                | 39 s 61        |
| 4 × 400 m | Japon Koichi Konakatomi Iwasa Mochizuki Takahiro Watanabe | 3 min 05 s 82  | Qatar                                | 3 min 09 s 96  | Malaisie                             | 3 min 10 s 03  |
| Records et Performances - AR : Record continental (area record) - CR : Record des championnats (championship record) - MR : Record du meeting (meet record) - NR : Record national (national record) - OR : Record olympique (olympic record) - PR : Record paralympique (paralympic record) - PB : Record personnel (personal best) - SB : Meilleure performance personnelle de la saison (season's best) - WL : Meilleure performance mondiale de l'année (world leader) - WJR : Record du monde junior (world junior record) - WR : Record du monde (world record) Circonstances et Conditions - DNF : N'a pas terminé (did not finish) - DNS : N'a pas pris le départ (did not start) - DQ : Disqualification (disqualification) - NM : Aucun essai valable enregistré (No Mark) - Q : Qualifié « directement » au prochain tour (ou à la prochaine compétition), lors d'une compétition majeure, grâce au classement ou à la réalisation des minima (automatic qualifier) - q : Qualifié au prochain tour (ou à la prochaine compétition), lors d'une compétition majeure, grâce au repêchage ou à la réalisation de l'une des meilleures performances parmi celles des « non qualifiés directement » (grâce au meilleur temps ou à la meilleure distance par exemple) (secondary qualifier) |                                                           |                |                                      |                |                                      |                |

### Femmes
| Event | Or                 | Or             | Argent                        | Argent         | Bronze                       | Bronze         |
| --- | ------------------ | -------------- | ----------------------------- | -------------- | ---------------------------- | -------------- |
| 100 m | Tian Yumei Chine   | 11 s 80        | Wang Huei-Chen Taïpei chinois | 12 s 09        | Lee Young-Sook Corée du Sud  | 12 s 10        |
| 200 m | Han Qing Chine     | 23 s 42        | Wang Huei-Chen Taïpei chinois | 23 s 89        | Tian Yumei Chine             | 24 s 01        |
| 400 m | Li Guilian Chine   | 52 s 13        | P. T. Usha Inde               | 52 s 86        | Li Wenhong Chine             | 53 s 20        |
| 800 m | Li Wenhong Chine   | 2 min 01 s 04  | Zheng Lijuan Chine            | 2 min 01 s 53  | Rosa Kutty Inde              | 2 min 04 s 05  |
| 1 500 m | Zheng Lijuan Chine | 4 min 23 s 11  | Jiang Shuling Chine           | 4 min 23 s 97  | Khin Khin Htwe Birmanie      | 4 min 25 s 03  |
| 3 000 m | Zhong Huandi Chine | 8 min 57 s 12  | Kim Chun-Mae Corée du Nord    | 8 min 57 s 63  | Wang Huabi Chine             | 8 min 59 s 00  |
| 10 000 m | Zhong Huandi Chine | 31 min 50 s 98 | Wang Xiuting Chine            | 31 min 52 s 18 | Akemi Matsuno Japon          | 31 min 56 s 93 |
| Marathon | Zhao Youfeng Chine | 2 h 35 min 19  | Kumi Araki Japon              | 2 h 35 min 34  | Lee Mi-Ok Corée du Sud       | 2 h 36 min 31  |
| 100 m haies | Liu Huajin Chine   | 12 s 73        | Luo Bing Chine                | 12 s 97        | Chizuko Akimoto Japon        | 13 s 81        |
| 400 m haies | Chen Yuying Chine  | 56 s 05        | Chen Dongmei Chine            | 56 s 89        | Elma Muros Philippines       | 59 s 47        |
| Saut en hauteur | Megumi Sato Japon  | 1,94 m         | Kim Hee-sun Corée du Sud      | 1,90 m         | Cao Zhongping Chine          | 1,90 m         |
| Saut en longueur | Xiong Qiying Chine | 6,69 m         | Liu Shuzhen Chine             | 6,64 m         | Li Yong-Ae Corée du Nord     | 6,51 m         |
| Lancer du poids | Sui Xinmei Chine   | 20,55 m        | Huang Zhihong Chine           | 20,46 m        | Chong Chun-Hwa Corée du Nord | 14,61 m        |
| Lancer du disque | Hou Xuemei Chine   | 63,56 m        | Yu Hourun Chine               | 62,60 m        | Ikuko Kitamori Japon         | 53,82 m        |
| Lancer du javelot | Zhang Li Chine     | 66,00 m        | Xu Demei Chine                | 61,92 m        | Emi Matsui Japon             | 56,04 m        |
| Heptathlon | Ma Miaolan Chine   | 6231 pts       | Dong Yuping Chine             | 5355 pts       | Ma Chun-Ping Taïpei chinois  | 5213 pts       |
| 10 km marche | Chen Yueling Chine | 44 min 47 s    | Jin Bingjie Chine             | 46 min 57 s    | Fusako Masuda Japon          | 47 min 09 s    |
| 4 × 100 m | Chine              | 44 s 36        | Inde                          | 44 s 99        | Thaïlande                    | 45 s 24        |
| 4 × 400 m | Chine              | 3 min 33 s 57  | Indonésie                     | 3 min 38 s 45  | Malaisie                     | 3 min 38 s 52  |
| Records et Performances - AR : Record continental (area record) - CR : Record des championnats (championship record) - MR : Record du meeting (meet record) - NR : Record national (national record) - OR : Record olympique (olympic record) - PR : Record paralympique (paralympic record) - PB : Record personnel (personal best) - SB : Meilleure performance personnelle de la saison (season's best) - WL : Meilleure performance mondiale de l'année (world leader) - WJR : Record du monde junior (world junior record) - WR : Record du monde (world record) Circonstances et Conditions - DNF : N'a pas terminé (did not finish) - DNS : N'a pas pris le départ (did not start) - DQ : Disqualification (disqualification) - NM : Aucun essai valable enregistré (No Mark) - Q : Qualifié « directement » au prochain tour (ou à la prochaine compétition), lors d'une compétition majeure, grâce au classement ou à la réalisation des minima (automatic qualifier) - q : Qualifié au prochain tour (ou à la prochaine compétition), lors d'une compétition majeure, grâce au repêchage ou à la réalisation de l'une des meilleures performances parmi celles des « non qualifiés directement » (grâce au meilleur temps ou à la meilleure distance par exemple) (secondary qualifier) |                    |                |                               |                |                              |                |

## Tableau des médailles
| Rang | Nation         | Or | Argent | Bronze | Total |
| ---- | -------------- | -- | ------ | ------ | ----- |
| 1    | Chine          | 29 | 20     | 11     | 60    |
| 2    | Japon          | 7  | 5      | 13     | 25    |
| 3    | Qatar          | 3  | 2      | 0      | 5     |
| 4    | Corée du Sud   | 2  | 6      | 4      | 12    |
| 5    | Pakistan       | 1  | 0      | 1      | 2     |
| 6    | Oman           | 1  | 0      | 0      | 1     |
| 7    | Taïpei chinois | 0  | 4      | 2      | 6     |
| 8    | Inde           | 0  | 3      | 2      | 5     |
| 9    | Corée du Nord  | 0  | 1      | 3      | 4     |
| 10   | Sri Lanka      | 0  | 1      | 1      | 2     |
| 11   | Indonésie      | 0  | 1      | 0      | 1     |
| 12   | Malaisie       | 0  | 0      | 2      | 2     |
| 13   | Iran           | 0  | 0      | 1      | 1     |
| 13   | Birmanie       | 0  | 0      | 1      | 1     |
| 13   | Thaïlande      | 0  | 0      | 1      | 1     |
| 13   | Philippines    | 0  | 0      | 1      | 1     |